# Rigza
Rigza (en georgiano: რიღზა; en ruso: Ригза; en abjasio: Рыҕза) es una aldea que pertenece a la parcialmente reconocida República de Abjasia, parte del distrito de Sujumi, aunque de iure pertenece al municipio de Sojumi de la República Autónoma de Abjasia de Georgia.

## Geografía
Rigza se encuentra en la orilla derecha del río Bzipi, a 100 km de Sujumi. La aldea se administra desde el pueblo de Psju.

## Demografía
La evolución demográfica de Rigza entre 1959 y 1989 fue la siguiente:
| 80                                                  | 26 |
| (Fuente: Population of Abkhazia since Soviet times) |    |

Antes de la guerra de Abjasia, la mayoría de la población local eran rusos.